# Parkinsonizm gwadelupski
Parkinsonizm gwadelupski (parkinsonizm karaibski, ang. Guadeloupean parkinsonism, Caribbean parkinsonism) – rzadka postać parkinsonizmu obserwowana u ludności Antyli Francuskich. Na obraz kliniczny składają się zaburzone odruchy postawne i częste upadki, dysfunkcja kory czołowej i porażenie rzekomoopuszkowe. 1/3 pacjentów spełnia kryteria rozpoznania postępującego porażenia nadjądrowego (PSP). Zespół przypomina endemicznie występującą na Guam chorobę lytico-bodig, w części przypadków chorzy obok parkinsonizmu mają stwardnienie zanikowe boczne. W patogenezie schorzenia pod uwagę bierze się inhibitory kompleksu I łańcucha oddechowego: chinolony, acetogeniny i rotenoidy, zawarte w tropikalnych roślinach, zwłaszcza alkaloidów benzyltetrahydroizochinolonowych zawartych w owocach roślin z rodziny Annonaceae (Annona muricata i Annona squamosa). Brak odpowiedzi na leczenie lewodopą dotyczy 3/4 pacjentów. Zespół opisano pod koniec lat 90. na Gwadelupie.